# Adagia
Gli Adagia sono una compilazione di proverbi in greco e latino, quasi tutti desunti da testi classici, raccolti e commentati da Erasmo da Rotterdam.

## Storia editoriale
La prima edizione uscì a Parigi nel 1503, come Adagiorum collectanea ("Raccolte di adagi") e includeva 818 detti. In seguito al suo viaggio in Italia, ove iniziò ad apprendere il greco, Erasmo collaborò con Aldo Manuzio, presso la cui tipografia di Venezia nel 1508 stampò la seconda edizione, con 3260 proverbi, intitolata Adagiorum chiliades tres ac centuriae fere totidem ("Tre migliaia e quasi altrettante centinaia di adagi"). Erasmo continuò a lavorare all'opera fin quasi alla fine della sua vita; la terza e ultima edizione uscita in vita dell'autore, del 1533, includeva 4151 proverbi.
È anche grazie a quest'opera che molti modi di dire, tradotti nelle rispettive lingue nazionali, sono divenuti patrimoni comuni nelle varie nazioni europee.

## Struttura
Erasmo dispose i proverbi variandone volutamente l'argomento, al fine di evitare la monotonia del lettore. Tradusse inoltre in latino i proverbi greci e adottò come intestazione sempre la versione latina.
Di solito Erasmo cita quantomeno la fonte da cui ha tratto il proverbio; molto spesso nel commento fornisce poi anche altre informazioni e interpretazioni, esempi di situazioni in cui utilizzarlo, e proprie riflessioni personali (spesso facendo riferimento alla situazione politica o ecclesiastica del suo tempo).